# Hassan Taxi
Pour plus de détails, voir Fiche technique et Distribution.
Hassan Taxi est un  film comique algérien réalisé par Mohamed Slim Riad et sorti en 1982.

## Synopsis
Hassen, fatigué, usé par les longues années de post-indépendance, obtient en tant qu’ancien combattant, une licence de taxi, il sillonnera les rues d’Alger et vivra les aventures les plus rocambolesques. 

## Fiche technique
- Titre : Hassan Taxi
- Titre original : حسان طاكسي
- Réalisation : Mohamed Slim Riad
- Scénario : Mohamed Slim Riad et Rouiched
- Image : Dahou Boukerche
- Son : Mohamed Boukhdimi
- Montage : Rabah Dabouz
- Production : Mohamed Tahar Harhoura
- Pays d’origine : Algérie
- Langue d'origine : arabe
- Format : couleurs
- Genre : Comédie
- Durée : 110 minutes
- Date de sortie : 
  - Algérie : 1982

## Distribution
- Rouiched : Hassan Terro
- Salwa
- Sid Ali Kouiret
- Robert Castel
- Lucette Sahuquet
- Mustafa Chougrani
- Ouardia Hamtouche
- Hamid Remas